# GOL狙擊手麥格農步槍
GOL狙擊手麥格農步槍（英語：GOL Sniper Magnum；GOL全寫：Gottfrieds Originelle Lösungen，意為：戈特弗里德的原始解決方案）是一款由德国黑森州比克瑙的槍械製造商GOL-馬蒂奇有限公司所研製和生產的手動狙擊步槍，發射.308溫徹斯特（7.62×51毫米北約）、.300溫徹斯特麥格農（.300 Win Mag，7.62×67毫米）和.338拉普麥格農（.338 Lapua Mag，8.6×70毫米或8.58×70毫米）口徑步枪子彈。
這款武器的生產公司，GOL馬蒂奇有限公司於1986年，由戈特弗里德·普雷希特最初以狩獵及運動武器戈特弗里德·普雷希特之名所創立。該公司的座右銘是：『沒有什麼比這更便宜了......但也沒有什麼能夠比你做得更好了，它不適用於「重新發明輪子」......車輪早已存在』。
該步槍分為戰術型以及運動與比賽型兩種配置。它是以奧地利斯泰爾SSG 69為藍本加以研發而成。

## 設計
該步槍是由專業的德國槍匠戈特弗里德·普雷希特所設計，他專門研究定制式毛瑟步槍。其手動槍機是以毛瑟M98麥格農系統為藍本，而該系統於19世紀晚期在毛瑟Gewehr 98連發型步槍的基礎上推出。每枝步槍都是根據每個客戶所申請的要求而作出定制，無論是用於戰術用途還是運動用途，因此有著眾多的選擇和配置。
Sto-Con核桃木製槍托形成了步槍的主體，並在以上裝有洛薩瓦爾特精密槍管和毛瑟枪栓。核桃木製槍托增加了步槍後托的靈活性，並因此減輕了後座力，使得射擊時更加準確。
目前，這步槍系統還在向火力更強大的彈藥的方向增加，例如.300溫徹斯特麥格農（7.62×67毫米）和.338拉普麥格農（8.6×70毫米或8.58×70毫米）口徑的適應和修改。在這個系列當中，眾所周知的型號是GOL狙擊手GS04 ML，口徑為.308 Winchester，裝有骨架式槍托。這種武器被德國各支特種部隊和立陶宛武裝部隊所採用，據生產商所言，亦只有他倆可以使用。GOL狙擊步槍針對了各種任務進行了原廠調整，並可根據需要由機構進行修改以進行特殊作戰。可用的附件包括：抑制器、夜間狙擊鏡、特殊彈匣和兩腳架。而其他調整亦可行。由於可作各種專業化選項，武器可根據具體任務進行調整，因此很難建立統一的技術數據。

## 使用國
- 智利
  - 特種警察行動小組
- 德国
  - 多個警察部隊[1]
- 立陶宛：[2]

## 流行文化

### 电子游戏
- 2008年—：型號為狙擊手麥格農型，命名為「GOL」，被歸類為狙擊步槍，以5發彈匣供彈，初始攜彈量為25發。單人模式之中由中東聯盟軍所使用，亦可被美國陸軍第222營特殊連隊「B連」新人馬羅威（Preston Marlowe）所繳獲；多人聯機模式時為中東聯盟軍「偵察兵」（Recon）的預設武器。
- 2010年—：型號為狙擊手麥格農型，命名為「GOL」，被歸類為狙擊步槍，以5發彈匣供彈，最高攜彈量為20+5發（可使用技能：增加攜彈量增至35+5發）。多人聯機模式時為「偵察兵」（Recon）的解鎖武器包武器之一，取得21,000點經驗值後解鎖，並可使用紅點鏡、4倍瞄準鏡、12倍高倍率瞄準鏡和狙擊手搜索狙擊鏡。
- 2013年—：资料片「再次進擊」（Second Assault）武器之一。只在聯機模式中登場。型號為狙擊手麥格農型，命名為「GOL Magnum」（中文版則命名為「GOL麥格農狙擊步槍」），被歸類為狙擊步槍，發射.338 Lapua Magnum子彈，載彈量5+1發，初始攜彈量為44發，預設瞄準鏡為步槍瞄準鏡（放大8倍）。多人聯機模式時為「偵察兵」（Recon）的解鎖武器包武器之一，於完成小任務「鷹巢」（獲得狙擊步槍勳帶1次和在裡海或烈焰風暴行動中從塔上以一發殺敵5人）以後才能解鎖，並可以使用變焦視鏡（放大14倍）、腳架、ACOG（放大4倍）、斜視金屬瞄準器、直拉式槍機、反射式、雷射瞄準器、消音器、M145（放大3.4倍）、手電筒、防火帽、全像、彈道（放大40倍）、测距仪以及七件戰鬥包附件（綠點雷射瞄準器、LS06消音器、PBS-4消音器、PKS-07（放大7倍）、R2消音器、獵人（放大20倍）、FLIR（紅外線放大2倍）、CL6X（放大6倍）、JGM-4（放大4倍）、土狼、稜鏡（放大3.4倍）、消焰器、紅外線夜視鏡（紅外線放大1倍）、眼鏡蛇、雷射／燈光組合、PKA-S、PK-A（放大3.4倍）、PSO-1（放大4倍）、戰術燈、三光束雷射、HD-33當中之七）配套。
- 2015年—《火線危機5（日语：タイムクライシス5）》：裝上夜視鏡，由Wild Dog的僱傭兵所使用，其中兩枝分別被兩位主角Luke O'Neil和Marc Godart從第4階段第1區的塔上短暫繳獲使用，命名為“狙擊步槍”（Sniper Rifle），僅裝填一發，射擊後玩家角色會自行重新裝填。

## 資料來源
1. ↑  .   [2018-11-01]. （原始内容存档于2020-09-19）.
2. ↑  .   [2018-11-01]. （原始内容存档于2019-12-27）.

## 外部連接
- （德文）—GOLmatic & Waffen Prechtl （页面存档备份，存于）
- （英文）—Modern Firearms—GOL-Sniper （页面存档备份，存于）